# Jarosław Bartoszewicz
Jarosław Marian Bartoszewicz  (ur. 22 lipca 1945 r. w Różance, zm. 24 lutego 2013 r. we Wrocławiu) – polski matematyk.

## Życiorys
Urodzony 22 lipca 1945 r. w Różance. Szkołę podstawową i średnią ukończył w Legnicy, a od 1964 do 1969 r. studiował matematykę na Uniwersytecie Wrocławskim i po uzyskaniu dyplomu podjął na tej samej uczelni pracę, którą kontynuował do końca kariery zawodowej - m.in. pełnił funkcję prodziekana Wydziału Matematyki, Fizyki i Chemii. Stopień doktora uzyskał w 1973 r., habilitował się w 1987 r., a w 2009 r. uzyskał nominację profesorską.
Prowadził badania w zakresie statystyki matematycznej, teorii niezawodności i teorii porządków stochastycznych. Autor 41 prac naukowych i podręcznika statystyki matematycznej, promotor pięciu prac doktorskich. Członek Komisji Statystyki Matematycznej Komitetu Matematyki PAN i współredaktor czasopisma Applicationes Mathematicae. 
Zmarł 24 lutego 2013 r. we Wrocławiu i został pochowany na Cmentarzu Osobowickim we Wrocławiu.

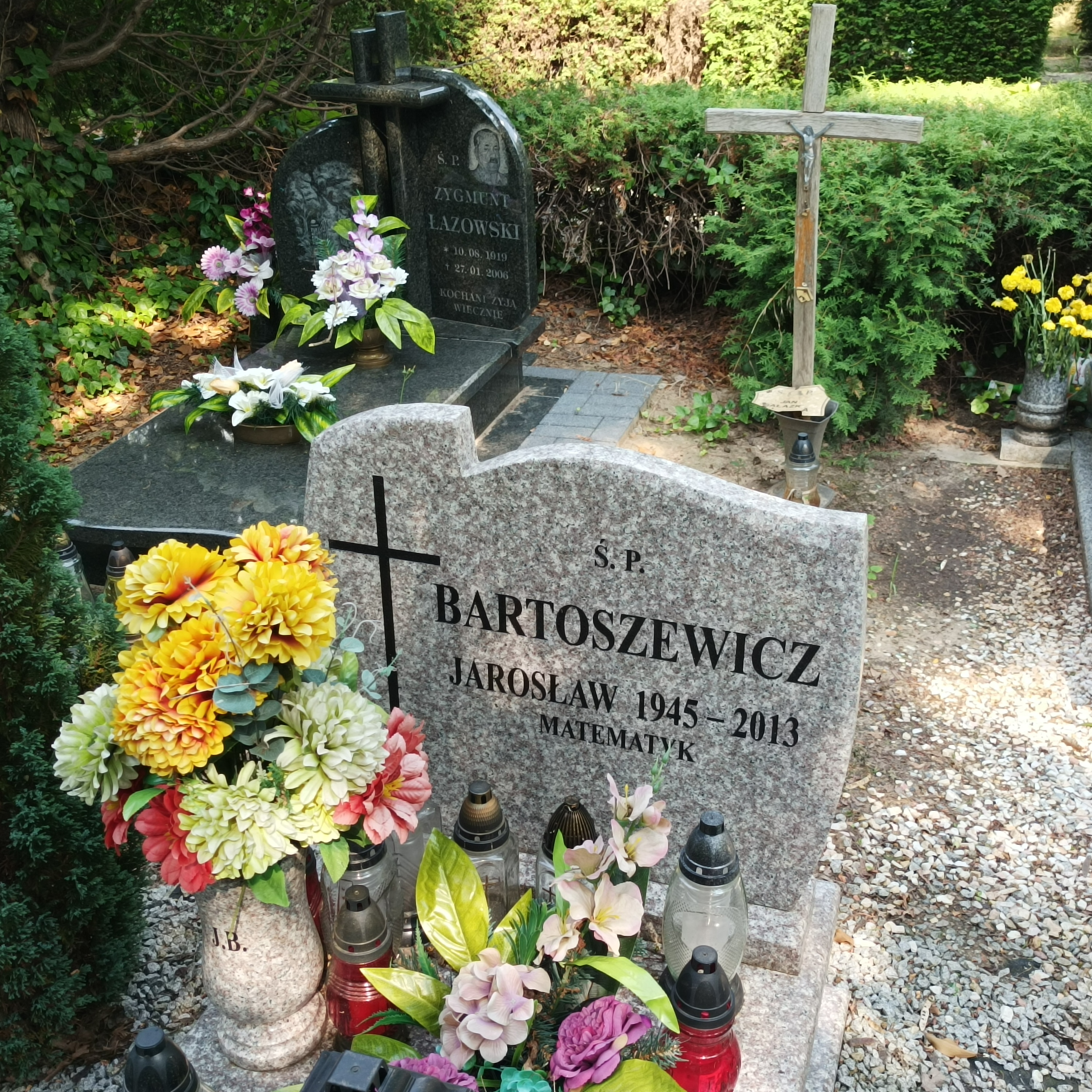
Grób prof. Jarosława Bartoszewicza na Cmentarzu Osobowickim we Wrocławiu

## Nagrody
Bartoszewicz otrzymał co najmniej dwie nagrody:
- 1974: Nagroda Ministra Nauki, Szkolnictwa Wyższego i Techniki;
- 2000: Nagroda im. Hugona Steinhausa[4].